# Loi de Liebig sur le minimum
 (septembre 2022).

Illustration de la loi de Liebig par un tonneau avec des douves de différentes hauteurs.

La loi de Liebig, loi du minimum ou loi des facteurs limitants est l'un des principes les plus importants de l'agronomie pratique. Elle énonce que le rendement d'une culture est limité par celui des éléments fertilisants qui le premier vient à manquer (soit N, ou P, K, Mg, etc.) et qu'il convient de compenser le manque par un apport, sous forme d'engrais minéral, complétant le ou les éléments en quantité insuffisante. Cette loi est énoncée en 1828 par Carl Sprengel puis adaptée et popularisée par Liebig vers 1850 sous sa forme initiale, dans sa théorie de l'alimentation minérale des plantes.

## Concept graphique
Cette loi est couramment illustrée par un tonneau ou un baquet en bois où chaque planche correspond à un nutriment indispensable : azote, hémipentoxyde de phosphore, potasse, oligo-éléments, lumière, chaleur... Certaines planches sont plus courtes que les autres, le contenu fuit par la plus courte. À l'identique, la plante ne parvient pas à se développer de manière optimale, tant que certains nutriments sont insuffisants. Par ailleurs, il est inutile d'augmenter l'apport des autres éléments fertilisants, au risque de pollution et de gaspillage.

## Facteurs limitant et rendements agricoles
La loi du minimum est l'un des fondements de l'agriculture intensive depuis le milieu du XIXe siècle. À cette époque, à la suite d'une utilisation intense, de nombreux sols d'Europe centrale étaient carencés en éléments nutritifs. Le recours à la fertilisation minérale permit d'augmenter sensiblement les rendements. Actuellement des rendements cinq à six fois supérieurs sont courants.
Au fil des années, il s'est avéré que la loi du minimum ne s'appliquait pas à toutes les situations. Ainsi, elle fut complétée en 1895 par la loi de l'optimum de Georg Liebscher : Les plantes utilisent l'élément de croissance présent en quantité minimale pour leur développement d'une façon d'autant plus efficace que les autres éléments de croissance sont présents dans des proportions optimales.
En 1909, Eilhard Alfred Mitscherlich publia sa contribution intitulée La loi du minimum et la loi de la diminution des rendements des sols. Selon ces principes, chaque facteur de croissance peut avec son intensité propre (facteur d'efficacité) contribuer à augmenter le rendement. Toutefois, compte tenu du fait qu'on s'approche de la limite du rendement maximal, le gain supplémentaire de rendement est, par comparaison, nettement plus réduit.

## Un concept applicable à d'autres problématiques
Sous sa forme plus générale, comme loi du maillon le plus faible, elle énonce que le résultat d'une chaîne de processus est limité par le chaînon le moins performant et que c'est sur lui qu'il faut agir pour dépasser la limite. 
Un exemple remarquable d'application de la loi du minimum est donné par les « paquets techniques » de la révolution verte qui ont permis notamment de doubler la production mondiale de riz entre 1958 et 1990. À chaque facteur limitant la production (fertilité, variété, maîtrise de l'eau, herbes, insectes, finances) ces paquets font correspondre une solution technique permettant de dépasser chaque limitation (engrais, amélioration variétale, canaux d'irrigation, herbicide, insecticide, micro-crédit).
Lorsque ces « paquets techniques » ont échoué, il faut dissocier le paquet, différencier les problèmes et s'attaquer au facteur limitant de base qui le premier limite le rendement (les pratiques culturales), si bien que le principe est encore confirmé (sous cette approche différentielle, on pourrait l'appeler la loi du Minimo-minimum).